# Râul Kaduna
Kaduna este un râu în Nigeria. Are o lungime de 550 km și se varsă în Niger. Denumirea sa provine de la crocodilii care trăiesc în zonă (în limba hausa kaduna se traduce: crocodil).